# Francesco Gelli
Francesco Gelli (Livorno, 15 ottobre 1996) è un calciatore italiano, centrocampista del Frosinone.

## Carriera
Dopo aver giocato nelle giovanili del Livorno, ha esordito tra i professionisti in prestito al Tuttocuoio dove ha giocato dal 2013 al 2015. Successivamente ha giocato con Valdinievole Montecatini, nuovamente Tuttocuoio e AlbinoLeffe, dove è rimasto per 6 stagioni e mezza.
Nel gennaio 2023 è stato acquistato a titolo definitivo dal Frosinone con cui ha debuttato in Serie B. Confermato in squadra a seguito della promozione in Serie A, ha esordito nella massima divisione italiana il 19 agosto 2023 nell'incontro perso 1-3 contro il Napoli.
Il 3 febbraio 2025 passa in prestito alla Cremonese.

## Statistiche

### Presenze e reti nei club
Statistiche aggiornate al 04 agosto 2025.
| Stagione           | Squadra                  | Campionato         | Campionato | Campionato | Coppe nazionali | Coppe nazionali | Coppe nazionali | Coppe continentali | Coppe continentali | Coppe continentali | Altre coppe | Altre coppe | Altre coppe | Totale | Totale |
| Stagione           | Squadra                  | Comp               | Pres       | Reti       | Comp            | Pres            | Reti            | Comp               | Pres               | Reti               | Comp        | Pres        | Reti        | Pres   | Reti   |
| ------------------ | ------------------------ | ------------------ | ---------- | ---------- | --------------- | --------------- | --------------- | ------------------ | ------------------ | ------------------ | ----------- | ----------- | ----------- | ------ | ------ |
| 2014-2015          | Tuttocuoio               | LP                 | 9          | 1          | CI-LP           | 2               | 0               |                    | -                  | -                  |             | -           | -           | 11     | 1      |
| 2015-2016          | Valdinievole Montecatini | D                  | 27         | 4          | CI-D            | 0               | 0               |                    | -                  | -                  |             | -           | -           | 27     | 4      |
| 2016-2017          | Tuttocuoio               | LP                 | 24         | 2          | CI+CI-LP        | 1+3             | 0               |                    | -                  | -                  |             | -           | -           | 28     | 2      |
| Totale Tuttocuoio  | Totale Tuttocuoio        | Totale Tuttocuoio  | 33         | 3          |                 | 6               | 0               |                    | -                  | -                  |             | -           | -           | 39     | 3      |
| 2017-2018          | AlbinoLeffe              | C                  | 28         | 2          | CI+CI-C         | 2+1             | 0               |                    | -                  | -                  |             | -           | -           | 31     | 2      |
| 2018-2019          | AlbinoLeffe              | C                  | 34         | 1          | CI+CI-C         | 1+0             | 0               |                    | -                  | -                  |             | -           | -           | 35     | 1      |
| 2019-2020          | AlbinoLeffe              | C                  | 22         | 4          | CI+CI-C         | 0+2             | 0               |                    | -                  | -                  |             | -           | -           | 24     | 4      |
| 2020-2021          | AlbinoLeffe              | C                  | 40         | 4          | CI              | 1               | 0               |                    | -                  | -                  |             | -           | -           | 41     | 4      |
| 2021-2022          | AlbinoLeffe              | C                  | 24         | 0          | CI+CI-C         | 0               | 0               |                    | -                  | -                  |             | -           | -           | 24     | 0      |
| 2022-gen. 2023     | AlbinoLeffe              | C                  | 14         | 0          | CI+CI-C         | 0               | 0               |                    | -                  | -                  |             | -           | -           | 14     | 0      |
| Totale Albinoleffe | Totale Albinoleffe       | Totale Albinoleffe | 162        | 11         |                 | 7               | 0               |                    | -                  | -                  |             | -           | -           | 169    | 11     |
| gen.-giu. 2023     | Frosinone                | B                  | 10         | 0          | CI              | 0               | 0               |                    | -                  | -                  |             | -           | -           | 10     | 0      |
| 2023-2024          | Frosinone                | A                  | 27         | 0          | CI              | 3               | 0               |                    | -                  | -                  |             | -           | -           | 30     | 0      |
| 2024-feb. 2025     | Frosinone                | B                  | 17         | 0          | CI              | 1               | 0               | -                  | -                  | -                  | -           | -           | -           | 18     | 0      |
| Totale Frosinone   | Totale Frosinone         | Totale Frosinone   | 54         | 0          |                 | 4               | 0               |                    | -                  | -                  |             | -           | -           | 58     | 0      |
| feb.-giu. 2025     | Cremonese                | B                  | 10         | 0          | CI              | -               | -               | -                  | -                  | -                  | -           | -           | -           | 0      | 0      |
| Totale carriera    | Totale carriera          | Totale carriera    | 286        | 18         |                 | 17              | 0               |                    | -                  | -                  |             | -           | -           | 293    | 18     |